# Kirche Hl. Vasilije Ostroški (Novi Banovci)

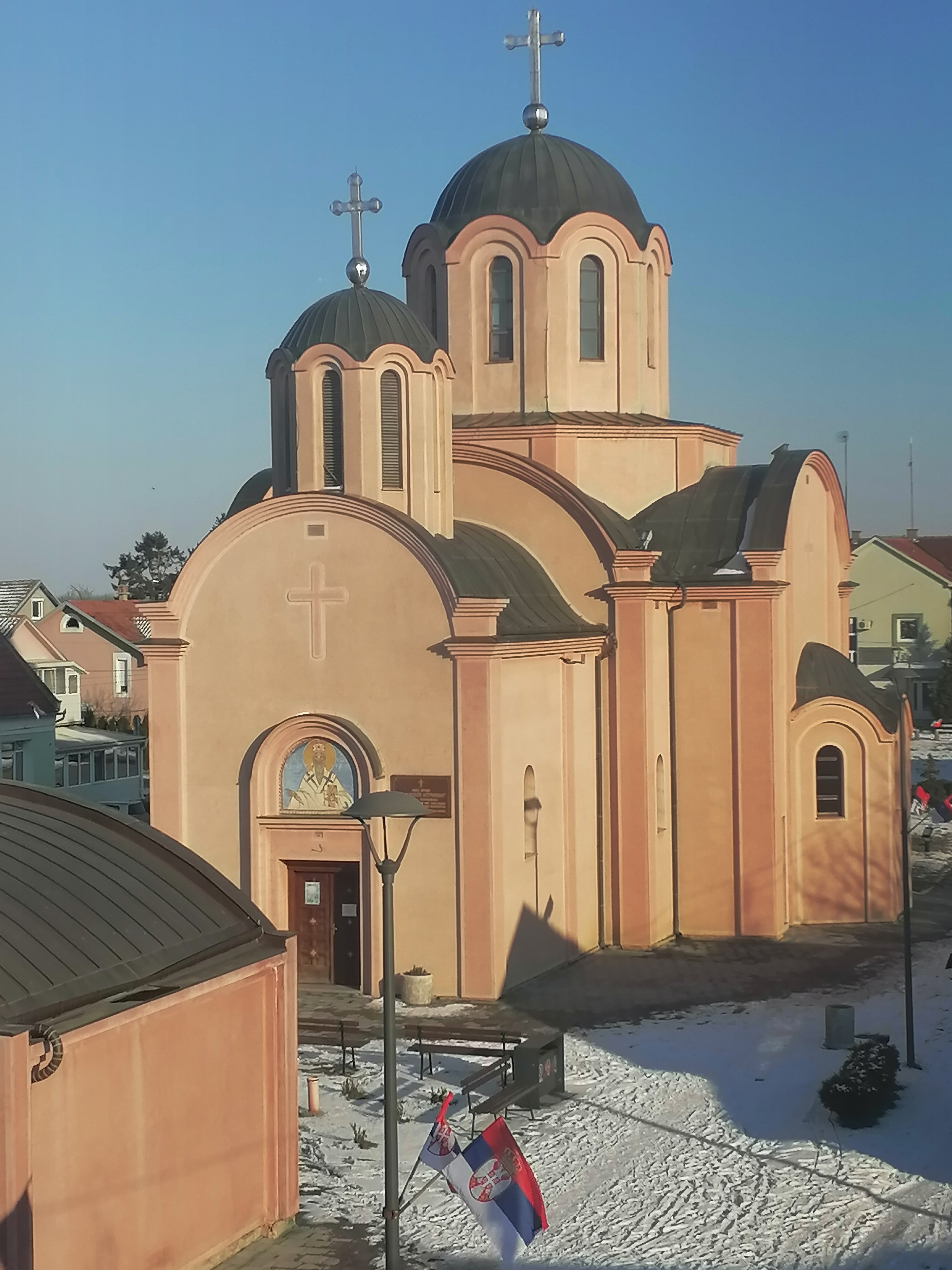
Die fertiggestellte Kirche Hl. Vasilije Ostroški

Die Kirche Hl. Vasilije Ostroški (serbisch: Црква Светог Василија Острошког, Crkva Svetog Vasilija Ostroškog) im Dorf Novi Banovci, der Opština Stara Pazova, ist eine Serbisch-orthodoxe Kirche in der nordserbischen autonomen Provinz Vojvodina. 
Das von 1992 bis 2010 erbaute Kirchengebäude ist dem Hl. Vasilije Ostroški dem Wundertäter geweiht, einem der größten und meist verehrten Heiligen der Serbisch-orthodoxen Kirche und ist die Pfarrkirche der Pfarreien Novi Banovci I bis III im Dekanat Stara Pazova der Eparchie Srem der Serbisch-orthodoxen Kirche.

## Lage

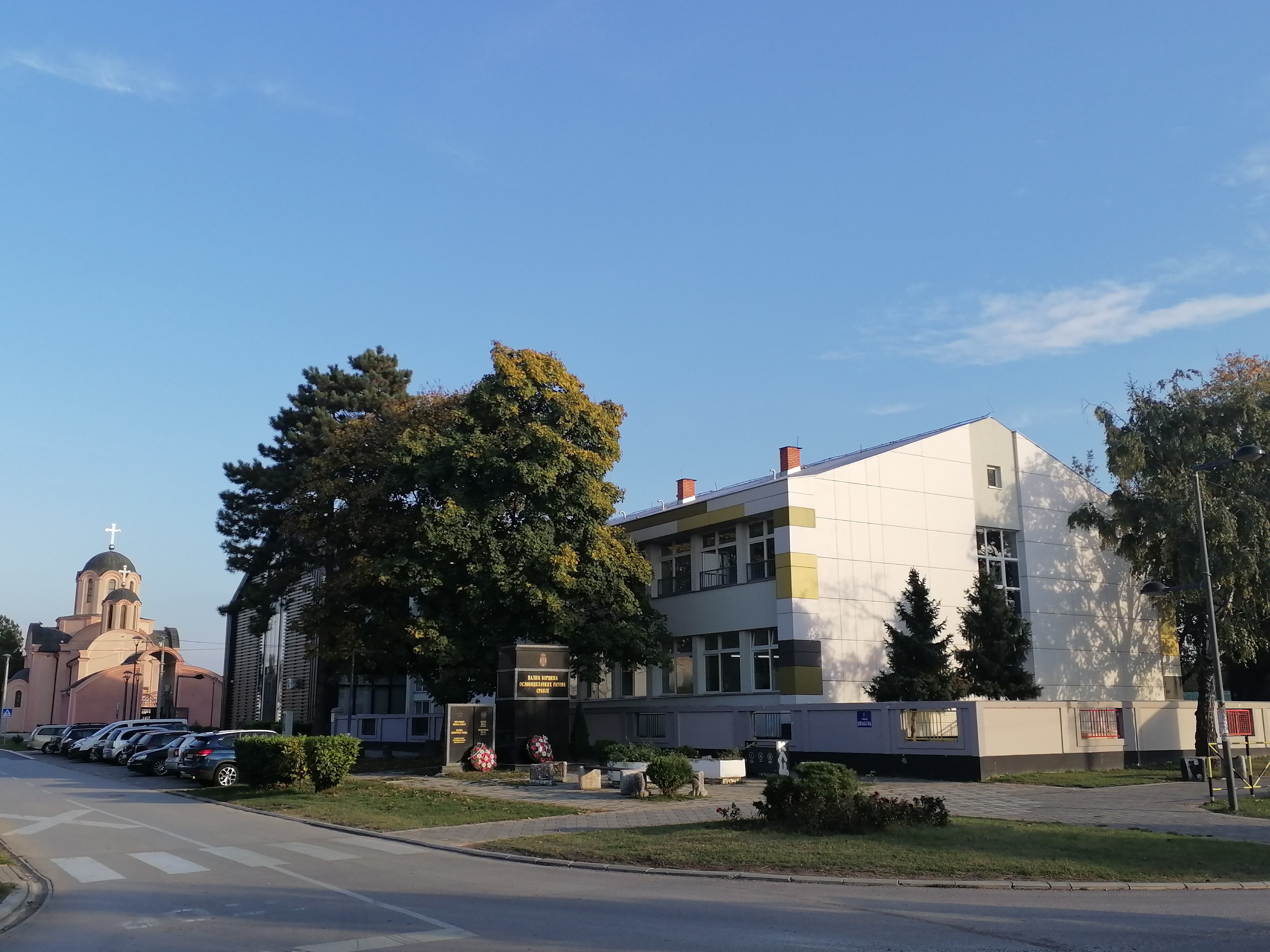
Die Kirche, Kriegerdenkmal und Grundschule

Das Kirchengebäude steht nicht weit, von der Donau entfernt, im Zentrum von Novi Banovci an der Straße Školska Ulica. In der unmittelbaren Nachbarschaft der Kirche stehen die Grundschule Nikola Tesla, das Kriegerdenkmal, das Kulturhaus und die Bibliothek Miloš Crnjanski, die Dorfpost und einige Geschäfte. 
Im dekorativ hergerichteten nicht umzäunten Kirchhof steht eine kleine Kapelle zum Kerzen anzünden mitsamt Kirchladen, Sitzbänke und ein Kirchbrunnen. Seit 2017 wird in der Nähre der Kirche ein Pfarrhaus erbaut.  

## Geschichte

### Verlauf der Bauarbeiten an der Kirche in den 1990er Jahren

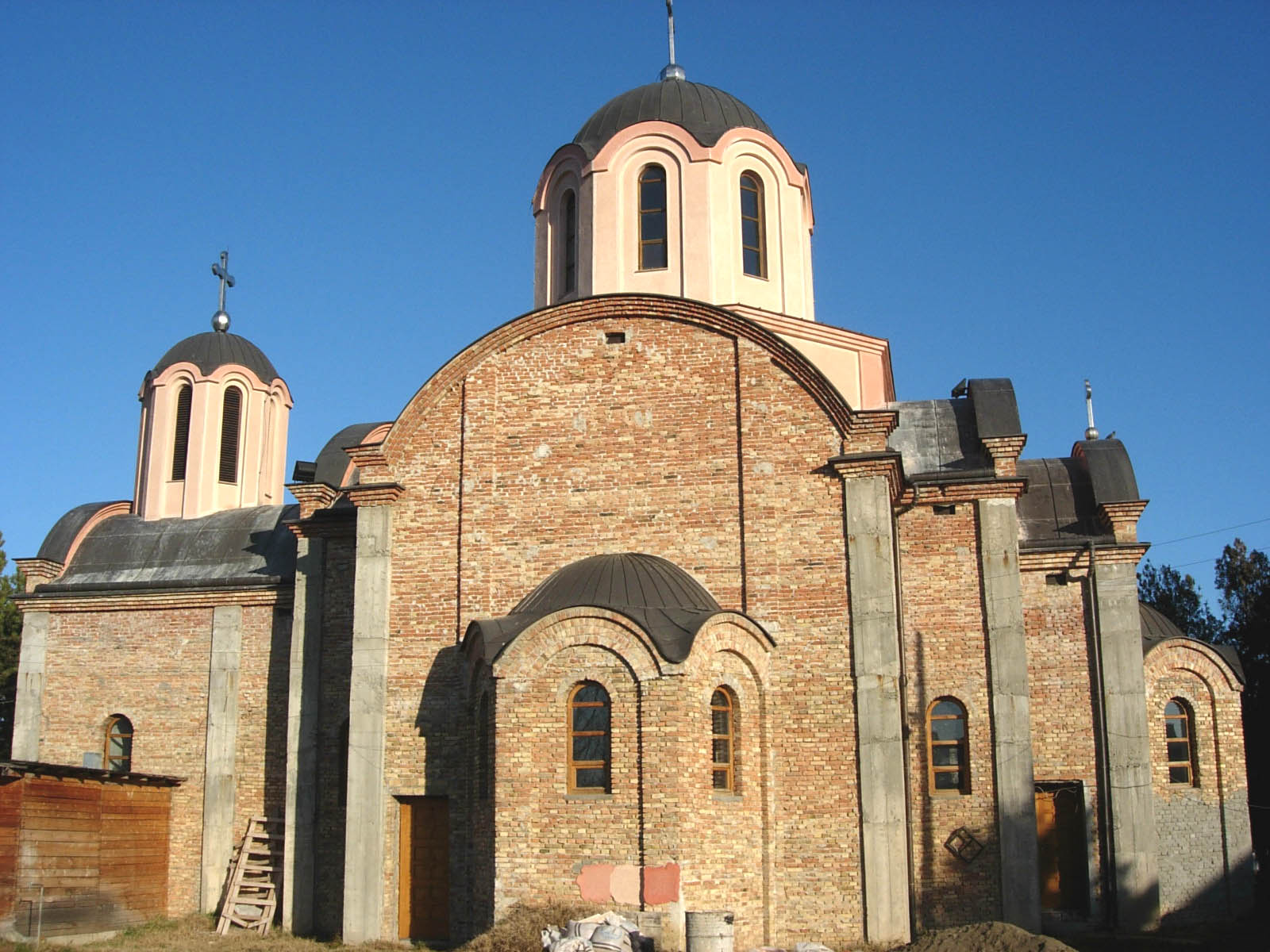
Die Kirche Hl. Vasilije Ostroški im Bau befindlich (2006)

Auf den Wunsch der Dorfbevölkerung wurde 1991 ein Initiativrat gegründet, um im Ort eine Kirchengemeinde und Pfarrverwaltung aufzubauen. Mit dem Segen des Bischofs der Eparchie Srem, Vasilije, wurde im September 1991 die Pfarrei und Kirchengemeinde zu Novi Banovci gegründet. Die Pfarrei wurde zunächst, vom Priester der Pfarrei Stari Banovci, Vitomir Todorović, von 1992 bis 1995, geleitet.
Am 28. August 1992, wurden die Kirchenfundamente durch Bischof Vasilije feierlich geweiht. Der Bischof segnete gleichzeitig den Baubeginn der Kirche.
Nachdem einige Meter an Mauern hochgezogen wurden, pausierten die Bauarbeiten am Kirchenbau bis 1995. Im Jahre 1995 bedingt durch die Militäroperation Oluja während des Kroatienkrieges kamen viele serbische Flüchtlinge und Vertriebene nach Novi Banovci. Unter ihnen auch der Protopresbyter Simo Višekruna. Der Erzpriester Simo Višekruna wurde vom Bischof Vasilije zum ersten Pfarrpriester der Pfarrei Novi Banovci ernannt.
Zunächst wurden die Gottesdienste an Sonn- und Feiertagen auf den Kirchenfundamenten unter freiem Himmel abgehalten. Mit der Ernennung des ersten Pfarrpriesters wurde der Bau der Kirche fortgesetzt, und aus der Wallfahrt zum Kloster Ostrog in Montenegro im Jahre 1996, wurde ein Stein mitgebracht, der bearbeitet und über dem Hauptkircheneingang an der Westfassade der Kirche eingebaut wurde. 
Die Bauarbeiten intensivierten sich rasch und zwischen 1995 und 1998 wurde das Kirchengebäude erbaut und überdacht. Die Göttlichen Liturgien wurden daraufhin im Kirchengebäude abgehalten.  
Die drei Kirchenglocken wurden am 29. März 1998 geweiht und aufgestellt, sie waren eine Spende der Familie Kotarac aus Novi Banovci. Das verstorbene Ehepaar Milan und Savka Kotarac gelten als große Wohltäter der Kirche. Sie stifteten dem Gotteshaus: die drei Kirchglocken und Kirchenkreuze, den großen Kronleuchter, die Ikone der Kreuzigung Christi auf dem Altar, die Kapelle im Kirchhof mit zwei Kirchenkreuzen, das Bemalen der Kirchenwände auf 140 Quadratmetern und finanzierten großzügig den Kirchenchor. Einige Monate später am 16. September 1998, wurden die drei Kirchenkreuze ebenfalls geweiht und aufgestellt.
1999 wurde der Kirchenchor Ostrog gegründet. Der Kirchenchor wurde vom Erzpriester Sima Višekruna und seinen Söhnen gegründet und anfänglich geleitet. Auch ein Kinderchor wurde gegründet. Der Erwachsenenchor verschönert bei allen Feierlichkeiten die Liturgien in der Kirche und verfügt über eine gewisse Bekanntheit. 

### Verlauf der Bauarbeiten an der Kirche ab den 2000er Jahren

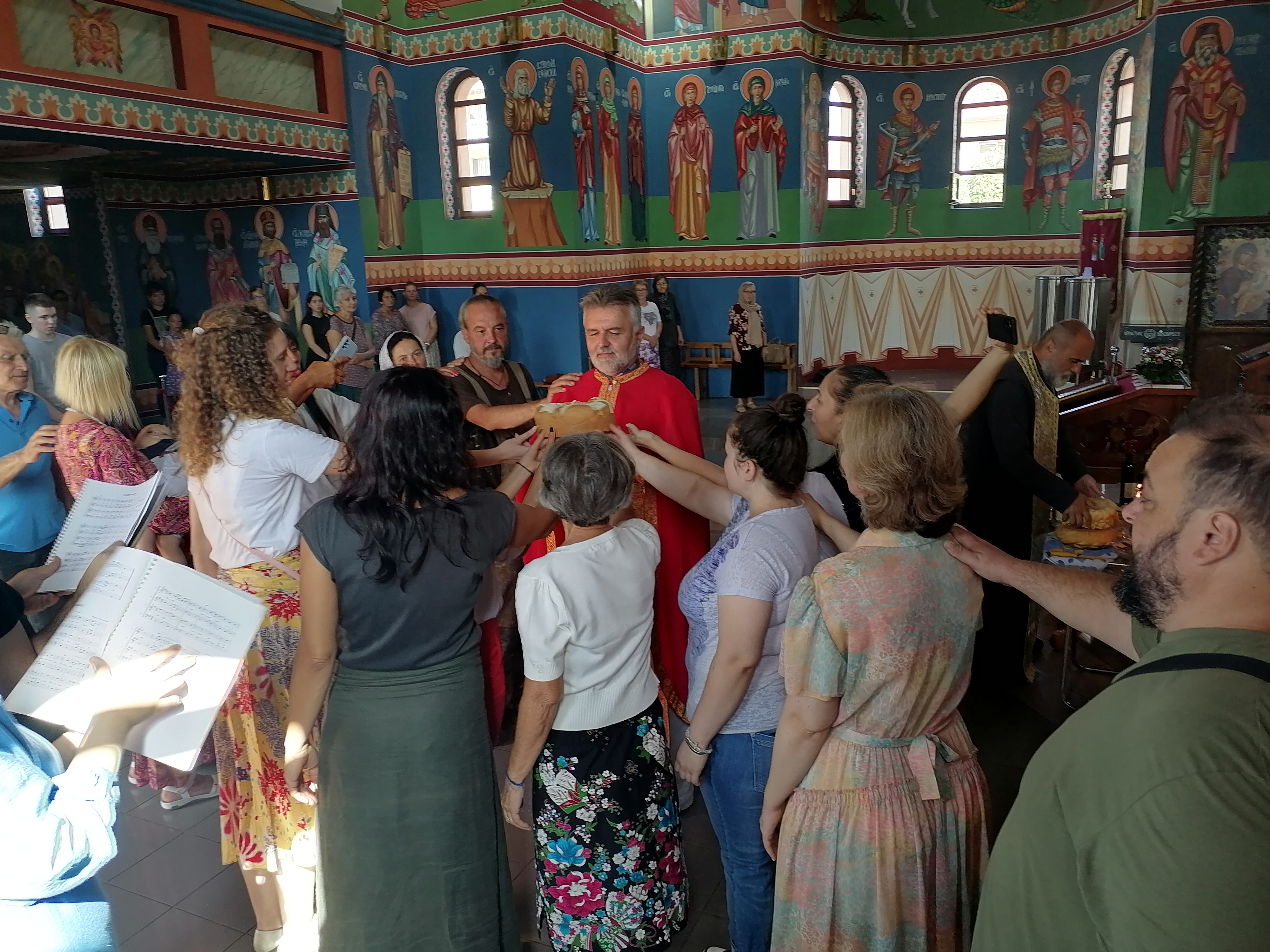
Kircheninneres während der Zelebration der Slava des Kirchenchors, Hl. Joachim und Anna

Bis 2010 wurde das Gotteshaus verputzt, die Außenfassaden der Kirche gestrichen, der Fußboden verlegt, alle Zimmermannsarbeiten durchgeführt, die hölzerne Ikonostase aufgestellt, die zusammen mit dem Chorgestühl, vom Maschinenbauingenieur Milovan Bulatović entworfen und vom Tischler Vasa Grajić aus Novi Banovci, hergestellt wurde. Die künstlerisch wertvollen Ikonen der Ikonostase wurden in byzantinischen Stil vom Maler Rade Sarić gemalt. Auch wurden die Vorbereitungen zum Bemalen der Kirche mit Fresken getroffen. Dank der großzügigen Geldspenden der Einwohner von Novi Banovci und der lokalen Stadtverwaltung wurde die Kirche fertiggestellt. 
Am Karfreitag 2014, wurde bei der Freske des Hl. Kaiser Konstantin und Kaiserin Helena, ein monumentales mit Ketten befestigtes Holzkreuz aufgestellt und geweiht.
Das Bemalen des Kircheninneren wurde dem Fresken- und Ikonenmaler, Mihajlo Đember, und seinen Helfern anvertraut. Bis zum Ende des Jahres 2017 wurden der Großteil der Freskenbemalung abgeschlossen. Die Kompositionen wurden im Atelier auf Leinwand gemalt und anschließend auf einen bereits vorbereiteten grünen und blauen Hintergrund an die Kirchenwände geklebt. Im Bereich des Chorbalkons an der Westfassade der Kirche, wurde das Mariä-Entschlafen dargestellt, während das dortige Halbkreisgewölbe sowie die Wände entlang der Treppe zum oberen Teil der Kirche lange Zeit unbemalt blieben. 2021 wurden die Arbeiten an der Bemalung der Kirche vorerst beendet. 
Seit Sommer 2023 wurden die restlichen unbemalten Bereiche des Kircheninneren mit Fresken (in traditioneller Malweise) des Diakons Nikola Lubardić aus Belgrad, der zuvor an der Ausmalung der serbisch-orthodoxen Kapelle im KZ Mauthausen gearbeitet hat, ebenfalls bemalt. Im Chorbereich der Kirche wurden Szenen der Marienfeiertage dargestellt. Das Freskenbemalung wurde durch die Spenden der Gläubigen und der Stadtverwaltung ermöglicht. 
2017 bekam die Pfarrei unweit der Kirche ein Grundstück von der Opština Stara Pazova geschenkt. Auf diesem Grundstück wird seit 2017 das Pfarrhaus erbaut. Das Pfarrhaus besteht aus einem großen Kirchensaal, Proberäumen für den Kirchenchor und zwei Wohnungen für die Pfarrpriester. Ebenfalls 2017 wurde der Kirchhof dekorativ hergerichtet. 
Am 4. August 2022 wurde das Gotteshaus ein Ziel von unbekannten Vandalen. Auf den Außenfassaden rund um die gesamte Kirche wurde eine Linie mit roter Sprühfarbe gezogen und im Altarbereich ein Fragezeichen aufgesprüht. 2023 am Feiertag des Hl. Vasilije Ostroški wurde im Kirchhof der Kirchbrunnen eingeweiht. 

## Architektur

Blick auf die Kirche von Osten

Das Kirchengebäude ist nach den Entwürfen des Architekten Mile Zec und des Bauingenieurs Marko Babić in einer modernen Adaption des traditionellen Serbisch-byzantinischen Baustils erbaut worden. 
Die einschiffige Kreuzkuppelkirche mit dem Grundriss eines griechischen Kreuzes, ist mit einer halbrunden Altar-Apsis im Osten, einer großen zentralen Rundkuppel, die sich über dem achteckigen Tambour, in der Mitte des Naos über der Kreuzung der Seitenarme der Kirche erhebt, von Innen halbrunden und von Außen mehrseitigen Seitenkonchen in der Kirchenschiffmitte und einem Narthex mitsamt einer kleineren Nebenkuppel, im Westen, erbaut worden.
Der Haupteingang der Kirche befindet sich an der Westfassade der Kirche. An der Südfassade besitzt das Gotteshaus zwei kleinere Nebeneingänge. Einen im östlichen Ende des Naos, kurz vor dem Altarbereich und einen weiteren in der Mitte des Naos kurz vor der Seitenkonche. Über dem Haupteingang im Westen ist eine Patronatsfreske des hl. Vasilije Ostroški gemalt unter der sich der Wallfahrtsstein befindet. Südlich neben der Freske ist eine Gedenktafel mit den Daten des Kirchenbaus angebracht. Im Kircheninneren wurde eine Gedenktafel mit den Namen von großen Wohltätern der Kirche angebracht. 
Das Gotteshaus besitzt drei Kirchenkreuze und an den oberen Bereich des Kirchenschiffes, wurde zu allen vier Himmelsrichtungen, eine große Kreuzdekoration an die Außenfassaden der Kirche angebracht. 
Im Kircheninnenraum steht die reich mit Schnitzereien verzierte mehrtürige und mehrgeschoßige hölzerne Ikonostase mit in byzantinischer Manier gemalten Ikonen. Auch sind die Kirchenwände mit byzantinischen Fresken bemalt. Im Kircheninnenraum befinden sich der große Kronleuchter, das Chorgestühl und im westlichen Kirchenschiff erhebt sich der Chorbalkon. Die Kirche besitzt eine Replik der Gottesmutterikone Stradalna und verfügt über bemalte Chorstände, die eine  Seltenheit darstellen.

## Pfarrpriester

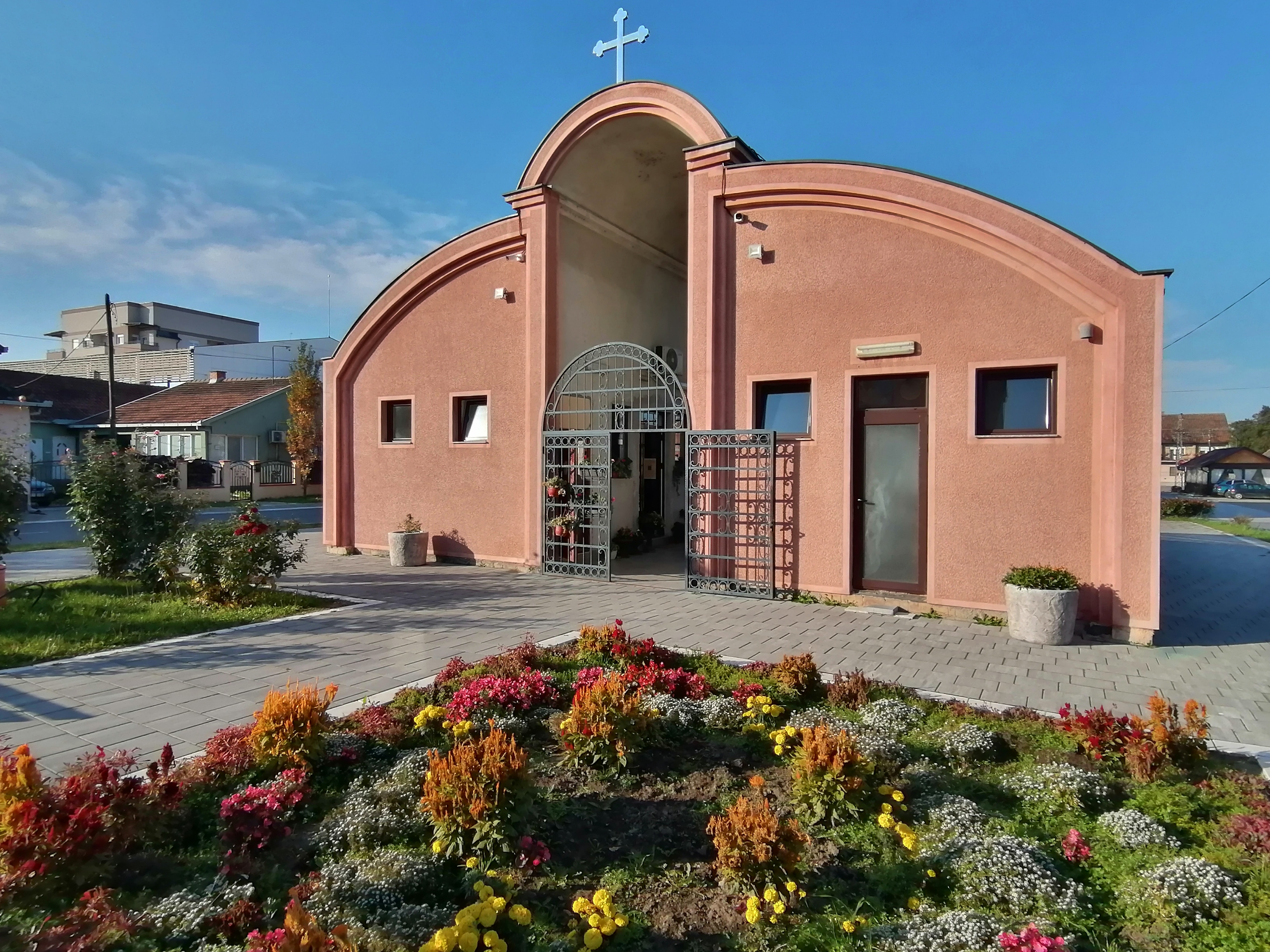
Die Kapelle im Kirchhof

Zunächst wurde die Pfarrei vom Priester der Pfarrei Stari Banovci, Vitomir Todorović, von 1992 bis 1995, geleitet. Von 1995 bis 2012 leitete der Erzpriester Sima Višekruna die Pfarrei, lange Zeit war er der einzige Pfarrpriester. Erzpriester Sima Višekruna verstarb am 13. Januar 2023. Sein Sohn Priester Dušan Višekruna wurde nach kurzen Dienst in der Kirche nach Ruma versetzt.
Ab 2012 diente der Priester Aleksandar Klasnetić in der Kirche. Für einige Jahre diente er, in der Kirche Hl. Kaiser Konstantin und Kaiserin Helena in der Stadt Inđija, bevor er wieder den Dienst in dieser Kirche antrat. Seit 2015 ist der Priester Branislav Džombić, der Kirchenälteste und Vorsteher der Kirche. Dritter Pfarrpriester ist Aleksandar Madžarević. 
Der Priester der Pfarrei Novi Banovci I ist Branislav Džombić, Priester der Pfarrei Novi Banovci II ist Aleksandar Madžarević und Priester der Pfarrei Novi Banovci III ist Aleksandar Klasnetić. 